# Xã Lansford, Quận Bottineau, Bắc Dakota
Xã Lansford (tiếng Anh: Lansford Township) là một xã thuộc quận Bottineau, tiểu bang Bắc Dakota, Hoa Kỳ. Năm 2010, dân số của xã này là 73 người.